# Miturgopelma baehrae
Espèce
Miturgopelma baehrae est une espèce d'araignées aranéomorphes de la famille des Miturgidae.

## Distribution
Cette espèce est endémique du Pilbara en Australie-Occidentale,. Elle se rencontre vers Kiwirrkurra.

## Description
Le mâle holotype mesure 9,25 mm.

## Systématique et taxinomie
Cette espèce a été décrite par Raven en 2023.

## Étymologie
Cette espèce est nommée en l'honneur de Barbara Baehr. 

## Publication originale
- Raven, Hebron & Williams, 2023 : « Revisions of Australian ground-hunting spiders VI: five new stripe-less miturgid genera and 48 new species (Miturgidae: Miturginae). » Zootaxa, no 5358(1), p. 1-117.